# Mlinica Markićuša u Kamenmostu
Mlinica Markićuša u selu Kamenmostu (Kamenu Mostu), općina Podbablje, zaštićeno kulturno dobro.

## Opis dobra
Mlinica Markićuša nalazi se na desnoj obali rijeke Vrljike zapadno od mosta u naselju Kamenmost. Zgrada mlinice je katnica pravokutnog tlocrta, građena od nepravilno tesanog kamena nejednake veličine, s dvostrešnim krovom pokrivenim crijepom. U prizemlju se nalazilo deset mlinova, a na katu su bile ostave. Građena je vjerojatno tijekom 18. i 19. stoljeća.

## Zaštita
Pod oznakom Z-4593 zaveden je kao nepokretno kulturno dobro - pojedinačno, pravna statusa zaštićena kulturnog dobra, klasificirano kao "javne građevine".